# Hamílcar (batalla de Termes)
Hamílcar (en grec antic: Ἀμίλχαρ, llatí: Hamilcar) fou un general cartaginès de la Primera Guerra Púnica. Hamílcar va ser el pare d'Hanníbal i raonablement també d'Hannó, tots dos participants també en la Primera Guerra Púnica. Cal distingir-lo, en canvi, Hamílcar Barca, general també en la mateixa guerra.
El tercer any de la guerra (262 aC) fou nomenat comandant en cap dels cartaginesos en substitució d'Hannó el Vell, que no havia pogut evitar la derrota en la batalla d'Agrigent. Les seves primeres operacions foren victorioses, i encara que la flota cartaginesa fou derrotada en la Batalla de Miles pel cònsol romà Gai Duïl·li el 260 aC, Hamílcar va mantenir la superioritat dels seus a terra.
Assabentat que els romans havien acampat a Termes d'Hímera, allunyats del campament dels legionaris, va atacar sobtadament i va matar 4.000 romans; llavors, va travessar l'illa i va arribar fins a Enna i Camarina, ciutats que va ocupar sense lluita, car els habitants les van lliurar; també va fortificar Drèpanum, que va esdevenir una de les principals fortaleses cartagineses a la part final de la guerra.
El 257 aC va dirigir la flota a la costa nord de Sicília i va lliurar la batalla de Tíndaris contra el cònsol Gai Atili Règul Serrà, en una batalla que, segons Polibi, no va tenir guanyador clar (no obstant això, el cònsol romà obtenir per aquesta batalla els honors del triomf a Roma).
El 256 aC, unit a Hannó en el comandament de la gran flota cartaginesa, li fou encarregat d'impedir el pas dels romans cap a Àfrica, com pretenien els cònsols Marc Atili Règul i Luci Manli Vulsó Llong. Les dues flotes es van enfrontar a la batalla del cap Ècnomus, a la costa sud de Sicília; ambdues eren similars, 350 trirrems els cartaginesos i 330 vaixells més els transports els romans. Encara que Hamílcar, que manava l'ala esquerra, va obtenir un lleu avantatge, el conjunt de la batalla fou una gran victòria pels romans; 30 vaixells cartaginesos foren enfonsats o destruïts i 64 capturats; Hamílcar es va poder retirar amb la resta de la flota cap a Heraclea Minoa, i molt poc després va rebre ordres de tornar a Cartago, amenaçada pels romans, que havien aconseguit desembarcar.
A la tornada a Cartago, va rebre el comandament de l'exèrcit compartit amb Hasdrúbal i Bòstar, amb el qual s'havien d'enfrontar a Règul. Els errors dels generals va portar a la derrota cartaginesa a la batalla d'Adis.
Polibi no diu quina fou la sort dels generals després de la batalla, però sembla que van conservar el comandament. Orosi parla d'un Hamílcar, probablement el mateix, que molt poc després de la batalla d'Adis fou enviat a combatre els revoltats númides; Florus, per la seva part, diu que els generals cartaginesos van morir o van ser fets presoners, de manera que l'Hamílcar esmentat per Orosi podria ser un personatge diferent.